# Lithacodia uncula
Lithacodia uncula là một loài bướm đêm thuộc họ Noctuidae. Nó được tìm thấy ở miền Cổ bắc.
Sải cánh dài 20–22 mm. Con trưởng thành bay từ tháng 5 đến tháng 9 tùy theo địa điểm.
Ấu trùng ăn các loài nhiều loại cỏ và Carex.

## Hình ảnh

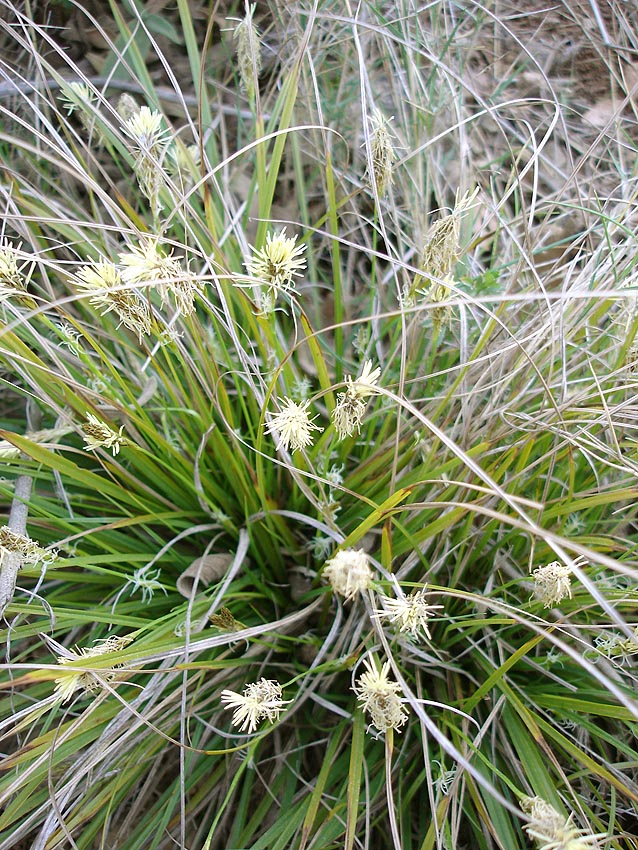
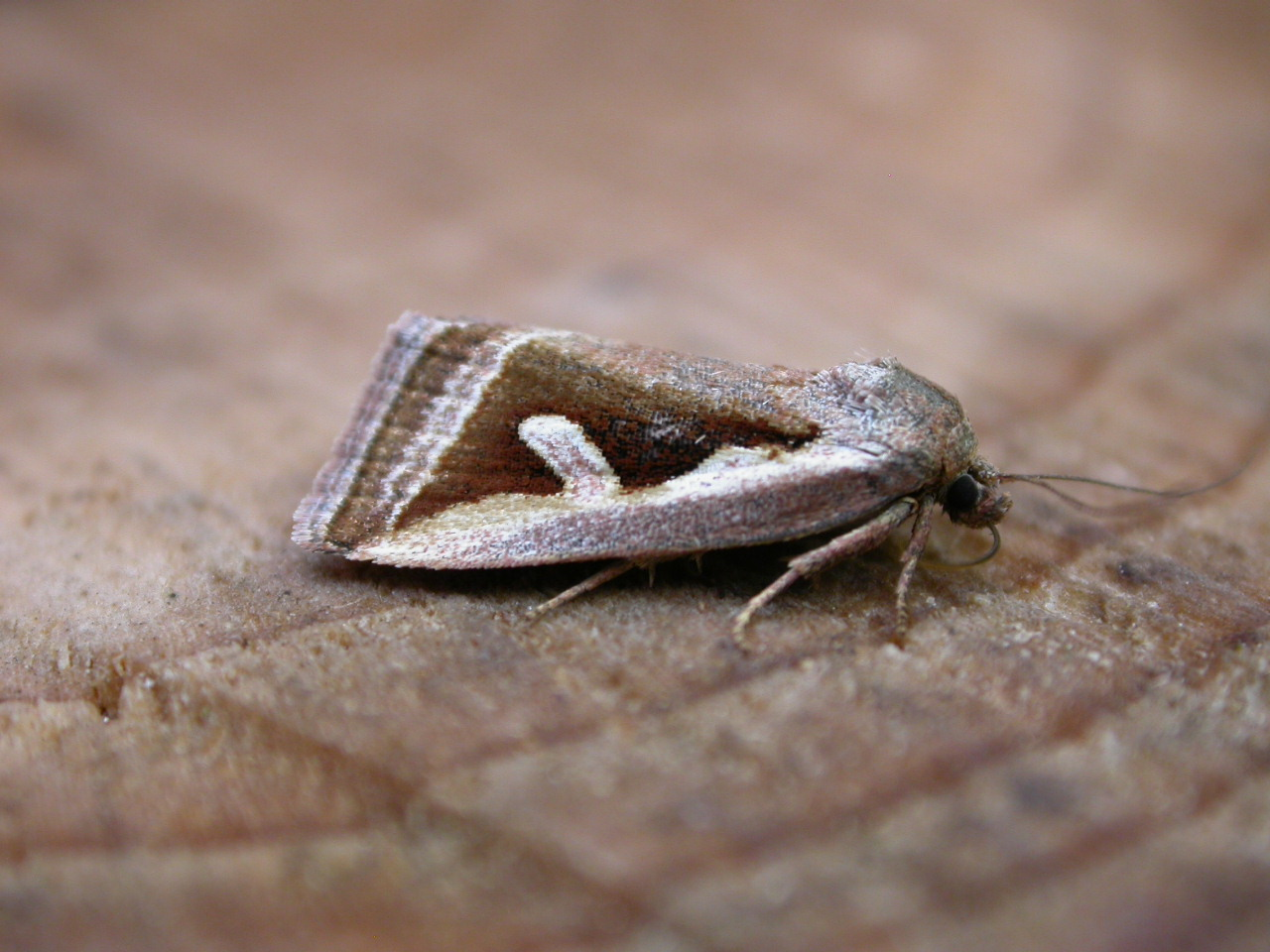